# Говоне
Говоне, Ґовоне (італ. Govone, п'єм. Govon) — муніципалітет в Італії, у регіоні П'ємонт,  провінція Кунео.
Говоне розташоване на відстані близько 480 км на північний захід від Рима, 45 км на південний схід від Турина, 65 км на північний схід від Кунео.
Населення — 2225 осіб (2014).
Покровитель — San Giovanni Decollato.

## Демографія
Населення за роками:

Станом на 1 січня 2023 року в муніципалітеті офіційно проживав 181 іноземець з 23 країн, серед них 114 громадян країн Євросоюзу та 3 громадяни України.

## Сусідні муніципалітети
- Кастаньоле-делле-Ланце
- Костільйоле-д'Асті
- Мальяно-Альфієрі
- Пріокка
- Сан-Дам'яно-д'Асті
- Сан-Мартіно-Альфієрі